# Тангенсна теорема
У тригонометрији, тангентна теорема представља однос два угла троугла и дужине наспрамне странице.
На слици a, b и c су дужине страница троугла, а α, β и γ су углови наспрам те три странице. Тангентна теорема гласи:
{\displaystyle {\frac {a-b}{a+b}}={\frac {\tan[{\frac {1}{2}}(\alpha -\beta )]}{\tan[{\frac {1}{2}}(\alpha +\beta )]}}.}
Иако тангентна теорема није уобичајено позната као синусна или косинусна теорема, она је еквивалентна синусној теореми и може се користити ако су познате дужине две странице и угао измедју њих, као и ако су позната два угла и дужина једне странице. Тангентну теорему код сферних троуглова је описао, у тринаестом веку, персијски математичар Насир ал-Дин ал-Туси (1201-1274), који је такође дефинисао и синусну теорему троугла.

## Доказ
Доказ да се тангентна теорема може извести из синусне теореме:
{\displaystyle {\frac {a}{\sin \alpha }}={\frac {b}{\sin \beta }}.}
Нека је:
{\displaystyle d={\frac {a}{\sin \alpha }}={\frac {b}{\sin \beta }},}
Тако да је:
{\displaystyle a=d\sin \alpha {\text{ and }}b=d\sin \beta .\,}
Следи:
{\displaystyle {\frac {a-b}{a+b}}={\frac {d\sin \alpha -d\sin \beta }{d\sin \alpha +d\sin \beta }}={\frac {\sin \alpha -\sin \beta }{\sin \alpha +\sin \beta }}.}
Koristeći trigonometrijsku funkciju za transformaciju zbira i razlike u proizvod:
{\displaystyle \sin(\alpha )\pm \sin(\beta )=2\sin \left({\frac {\alpha \pm \beta }{2}}\right)\cos \left({\frac {\alpha \mp \beta }{2}}\right),\;}
Следи:
{\displaystyle {\frac {a-b}{a+b}}={\frac {2\sin {\tfrac {1}{2}}\left(\alpha -\beta \right)\cos {\tfrac {1}{2}}\left(\alpha +\beta \right)}{2\sin {\tfrac {1}{2}}\left(\alpha +\beta \right)\cos {\tfrac {1}{2}}\left(\alpha -\beta \right)}}={\frac {\tan[{\frac {1}{2}}(\alpha -\beta )]}{\tan[{\frac {1}{2}}(\alpha +\beta )]}}.\qquad }
Као алтернатива коришћењу функције збира или разлике два синуса, такође се може користити ова тригонометријска функција:
{\displaystyle \tan \left({\frac {\alpha \pm \beta }{2}}\right)={\frac {\sin \alpha \pm \sin \beta }{\cos \alpha +\cos \beta }}}

## Примена
Помоћу тангентне теореме се може израчунати непозната дужина странице троугла и углови троугла код ког су две странице a и b и угао између њих познати.
Из 
{\displaystyle \tan[{\frac {1}{2}}(\alpha -\beta )]={\frac {a-b}{a+b}}\tan[{\frac {1}{2}}(\alpha +\beta )]={\frac {a-b}{a+b}}\cot[{\frac {\gamma }{2}}]}
Преостала страница c се може израчунати из синусне теореме. Пре електронских калкулатора, овај начин израчунавања се користио чешће него косинусна теорема, пошто је овај други начин захтевао додатно проверавање у логаритамским таблицама, због рачунања квадратног корена.

## Тангенсна теорема полу-углова
Тангенсна теорема говори о тангенсима полу-углова изражених помоћу страна троугла и полупречника уписаног круга у дати троугао.
Теорема 1Тангенс полу-угла троугла једнак је количнику полупречника уписаног круга и разлике полуобима и супротне стране, тј.
{\displaystyle \operatorname {tg} {\frac {A}{2}}={\frac {r}{p-a}},\;\operatorname {tg} {\frac {B}{2}}={\frac {r}{p-b}},\;\operatorname {tg} {\frac {C}{2}}={\frac {r}{p-c}},}
где су A, B, C углови троугла ABC, r полупречник уписане кружнице, {\displaystyle p={\frac {a+b+c}{2}}} полуобим, при чему су странице {\displaystyle a=y+z,\;b=x+z,\;c=x+y,} насупрот теменима ABC, на слици десно.
Доказ: Повуцимо симетрале унутрашњих углова троугла ABC. Из центра уписаног круга О датог троугла спустимо нормале OD, OE, OF на странице троугла, редом CA = b, AB = c, BC = a. Свака од тих нормала има дужину једнаку полупречнику r уписаног круга. За тако добијене троуглове важе релације подударности {\displaystyle \Delta AOD\cong \Delta AOE,\;\Delta BOE\cong \Delta BOF,\;\Delta COF\cong \Delta COD.} Добијамо:
{\displaystyle \operatorname {tg} {\frac {A}{2}}={\frac {r}{AE}},\;\operatorname {tg} {\frac {B}{2}}={\frac {r}{BF}},\;\operatorname {tg} {\frac {C}{2}}={\frac {r}{DC}}.} Сада изразимо AE, BF, DC помоћу страница троугла. Прво имамо {\displaystyle a=y+z,\;b=z+x,\;c=x+y,} где су {\displaystyle x=AE=AD,\;y=BF=BE,\;z=CD=CF} делови страница до додирних тачака уписане кружнице. Сабирањем ових једначина добијамо {\displaystyle \ a+b+c=2(x+y+z),} или {\displaystyle x+y+z={\frac {1}{2}}(a+b+c)=p.} Одузимањем сваке од претходних са последњом једначином следи {\displaystyle p-a=x=AE,\;p-b=y=BF,\;p-c=z=DC,} и сменом у полазне једначине добијамо изразе које је требало доказати. Крај доказа.
Заменом полупречника уписане кружнице одговарајућим изразима са страницама датог троугла, добићемо згодније формуле ове исте теореме. 
Теорема 2За троугао ABC важе једнакости:
{\displaystyle \operatorname {tg} {\frac {A}{2}}={\sqrt {\frac {(p-b)(p-c)}{p(p-a)}}},\;\operatorname {tg} {\frac {B}{2}}={\sqrt {\frac {(p-a)(p-c)}{p(p-b)}}},\;\operatorname {tg} {\frac {C}{2}}={\sqrt {\frac {(p-a)(p-b)}{p(p-c)}}},}
где су a, b, c странице троугла ABC насупрот истоименим теменима, a p је полуобим.
ДоказПолазећи од претходне теореме (1) и Хероновог образца за површину троугла {\displaystyle P_{\Delta }={\sqrt {p(p-a)(p-b)(p-c)}},} и од израза {\displaystyle \ P_{\Delta }=rp,} добијамо {\displaystyle r={\frac {\sqrt {p(p-a)(p-b)(p-c)}}{p}}={\sqrt {\frac {(p-a)(p-b)(p-c)}{p}}}.} Затим следе тражене једнакости. Крај доказа.